# Peter Sendel
Peter Sendel (Ilmenau, 6 marzo 1972) è un allenatore di biathlon ed ex biatleta tedesco, olimpionico nella staffetta a Nagano 1998 e vincitore di varie medaglie olimpiche e iridate.

## Biografia

### Carriera sciistica
In Coppa del Mondo ottenne il primo risultato di rilievo il 9 dicembre 1993 a Bad Gastein (23°), il primo podio il 16 marzo 1995 a Lillehammer (3°) e la prima vittoria l'8 dicembre 1996 a Östersund.
In carriera prese parte a due edizioni dei Giochi olimpici invernali, Nagano 1998 (8° nell'individuale, 1° nella staffetta) e Salt Lake City 2002 (2° nella staffetta), e a otto dei Campionati mondiali, vincendo sei medaglie.

### Carriera da allenatore
Dopo il ritiro è diventato allenatore dei biatleti nei quadri della nazionale tedesca.

## Palmarès

### Olimpiadi
- 2 medaglie:
  - 1 oro (staffetta[2] a Nagano 1998)
  - 1 argento (staffetta[2] a Salt Lake City 2002)

### Mondiali
- 6 medaglie:
  - 2 ori (staffetta[2] a Osrblie 1997; staffetta[2] a Chanty-Mansijsk 2003)
  - 2 argenti (staffetta[2] a Ruhpolding 1996; gara a squadre[2] a Osrblie 1997)
  - 2 bronzi (gara a squadre[2] a Canmore 1994; staffetta[2] a Oslo/Lahti 2000)

### Coppa del Mondo
- Miglior piazzamento in classifica generale: 9º nel 1999 e nel 2000
- 27 podi (7 individuali, 20 a squadre[1]), oltre a quelli ottenuti in sede olimpica e iridata e validi anche ai fini della Coppa del Mondo:
  - 10 vittorie (a squadre)
  - 11 secondi posti (5 individuali, 6 a squadre)
  - 6 terzi posti (2 individuali, 4 a squadre)

#### Coppa del Mondo - vittorie
| Data             | Località          | Nazione    | Spec.                                           |
| ---------------- | ----------------- | ---------- | ----------------------------------------------- |
| 8 dicembre 1996  | Östersund         | Svezia     | RL (con Ricco Groß, Frank Luck e Sven Fischer)  |
| 15 dicembre 1996 | Oslo Holmenkollen | Norvegia   | RL (con Ricco Groß, Mark Kirchner e Frank Luck) |
| 18 gennaio 1998  | Anterselva        | Italia     | RL (con Ricco Groß, Sven Fischer e Frank Luck)  |
| 18 dicembre 1998 | Osrblie           | Slovacchia | RL (con Ricco Groß, Sven Fischer e Frank Luck)  |
| 10 gennaio 1999  | Oberhof           | Germania   | RL (con Ricco Groß, Sven Fischer e Frank Luck)  |
| 14 gennaio 1999  | Ruhpolding        | Germania   | RL (con Ricco Groß, Sven Fischer e Frank Luck)  |
| 24 gennaio 1999  | Anterselva        | Italia     | RL (con Ricco Groß, Sven Fischer e Frank Luck)  |
| 13 gennaio 2000  | Ruhpolding        | Germania   | RL (con Frank Luck, Sven Fischer e Ricco Groß)  |
| 16 gennaio 2002  | Ruhpolding        | Germania   | RL (con Ricco Groß, Sven Fischer e Frank Luck)  |
| 6 dicembre 2003  | Kontiolahti       | Finlandia  | RL (con Sven Fischer, Ricco Groß e Frank Luck)  |

Legenda:

RL = staffetta